# Jacobikirche (Warsingsfehn)

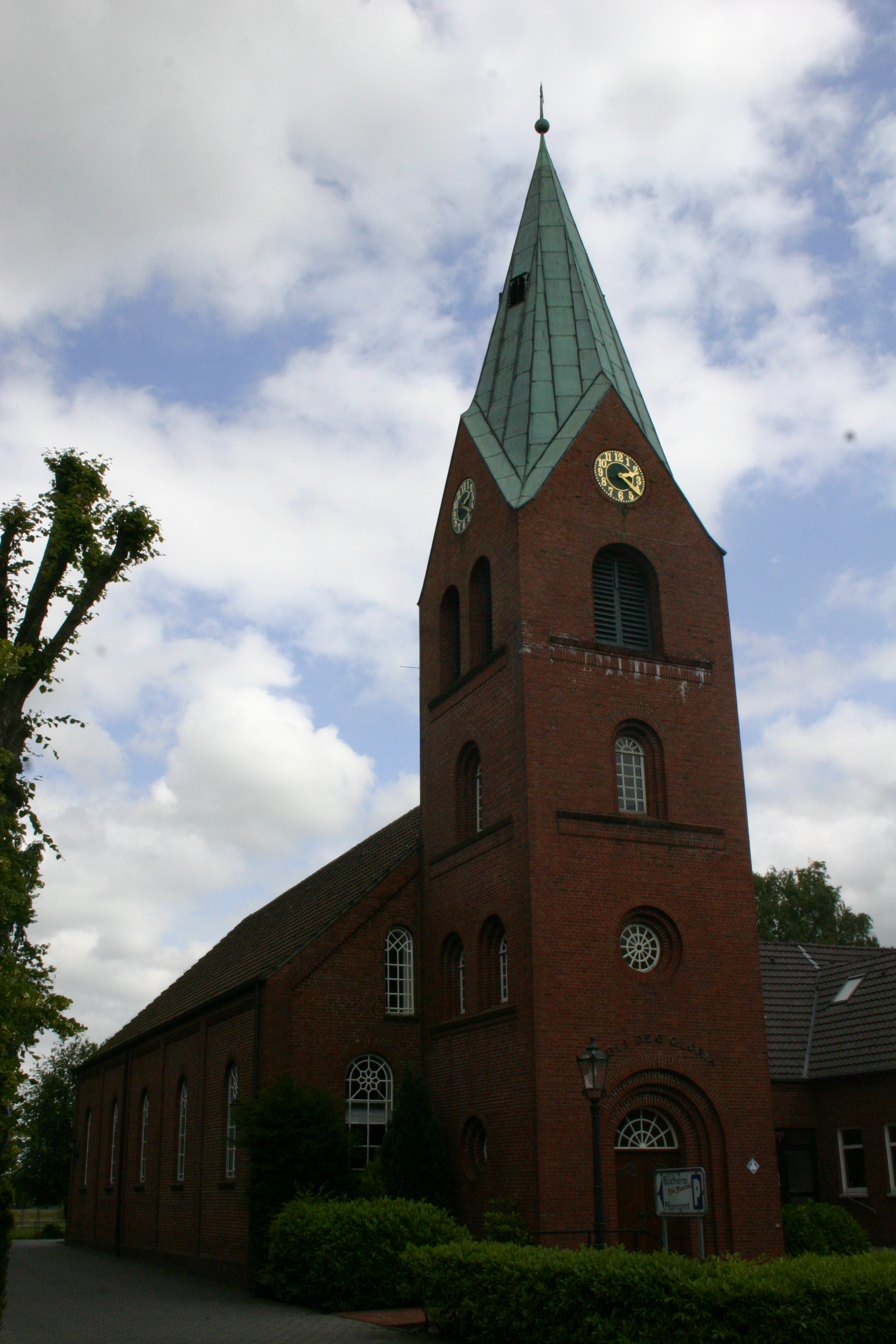
Die Jacobikirche

Die evangelisch-lutherische Jacobikirche steht in Warsingsfehn, einem Ortsteil der ostfriesischen Gemeinde Moormerland. Das Gotteshaus wurde in seiner Geschichte mehrfach umgebaut. Seit 1994 trägt es durch Beschluss des Kirchenvorstandes den Namen Jacobikirche.

## Geschichte
Warsingsfehn wurde nach der Weihnachtsflut 1717 angelegt und nach seinem Gründer Administrator Dr. Gerhard Warsing benannt. In kirchlicher Hinsicht waren die Einwohner der evangelisch-lutherischen Kirchengemeinde Hatshausen und der evangelisch-reformierten Kirchengemeinde Neermoor zugeordnet. Dies führte immer wieder zu Konflikten, weshalb die Kirchengemeinden im Jahre 1822 das Gebiet aufteilten. Rorichmoor und Warsingsfehnpolder wurden in die Kirchengemeinde Neermoor eingepfarrt, während Warsingsfehn in die Zuständigkeit der Kirchengemeinde Hatshausen fiel. 1821/1822 wurde an der 1. Norderwieke in Warsingsfehn ein Friedhof angelegt. Ein weiterer wurde 1876 von der politischen Gemeinde in Warsingsfehn-Ost angelegt. Ab 1890 gab es einen Pfarrcollaborator (Hilfsgeistlicher) in Warsingsfehn-Ost. Am 30. November 1892 wurde schließlich eine Kirchengemeinde gegründet, die aber weiterhin zu ihrer Muttergemeinde Hatshausen gehörte. Mit dem Kauf eines Grundstücks im Jahre 1894 vom Kaufmann und Gastwirt Peter Weerts Prikker begann der Bau der eigenen Kirche in Warsingsfehn, der innerhalb eines Jahres abgeschlossen werden konnte. Zunächst hatte die Kirche keinen Turm, sondern ein bakenförmiges Glockengerüst, das zuvor 1891 in Ost-Warsingsfehn aufgestellt worden war.
Am 7. September 1900 erlangte die Kirchengemeinde Warsingsfehn volle Selbstständigkeit im Kirchenkreis Aurich Oldenburg. Im Jahre 1907 wurden eine Stube und ein Konfirmandensaal angebaut. 1913 wurde der Kirchhof eingeweiht. Im Jahre 1928 wurde die Kirche durch die ortsansässigen Meister Hanssen und Diersmann um einen Chor erweitert. Er verfügt innen über ein Tonnengewölbe und ist außen über Sichtmauerwerk und ein kleines, rundes Fenster oberhalb des Altars gegliedert. Im Jahre 1929 wurde der Kirchturm nach Plänen des Architekten Buscher aus Detern direkt an das Kirchenschiff angebaut.
Nach der Verwaltungs- und Gebietsreform 1972 wurden auch die Kirchenkreise neu eingeteilt und die Kirchengemeinde Warsingsfehn wurde 1973 dem Kirchenkreis Leer angegliedert. Da die Gemeinde stark angewachsen war, wurde 1974 eine zweite Pfarrstelle eingerichtet, die  auch für die Betreuung der bis heute eigenständigen Kirchengemeinde Hatshausen zuständig ist.
In den Jahren 1978/79 wurde ein neues Pfarrhaus neben der Kirche errichtet und das alte zu einem Gemeindehaus erweitert. Zudem wurde ein zweites Pfarrhaus erworben, das im Jahre 2000 wieder verkauft wurde. Im selben Jahr wurde die Kirche innen vollständig renoviert. Dabei wurden unter anderem neue Bänke eingebaut.
Als Ersatz für das verkaufte Pfarrhaus wurde 2002 ein Neubau errichtet. In den Jahren 2004/2005 wurde das Gemeindehaus renoviert und um einen Anbau für die Bücherei, weitere Räume und einen Zugang zur Kirche erweitert.

## Beschreibung
Der Haupteingang der Kirche befindet sich an der Westseite am Turm. Hier befinden sich vier Fenster. Die nördliche Längsseite besitzt zwei Fenster. Hier ist zudem das alte Pfarrhaus (das heutige Gemeindehaus) im rechten Winkel angebaut. Die Südfassade ist durch Lisenen in fünf Felder mit Rundbogenfenstern reicher untergliedert. Der Chor weist zwei Fenster auf.
Der Innenraum der Jacobikirche ist als niedriger und schlichter Betsaal gestaltet. Er ist nach oben mit einem hölzernen Tonnengewölbe abgeschlossen.

## Ausstattung
Die Kanzel mit Schalldeckel steht rechts neben dem Chor. Sie wurde im Baujahr der Kirche errichtet. Der Blockaltar befindet sich zentral im 1928 angebauten Chor. Das steinerne Taufbecken ist ein Werk aus dem Jahr 1930. Es wurde durch den Verkauf einer geschenkten Münzsammlung finanziert. Die alte Taufe wurde der Gemeinde in Endtlowini in der südafrikanischen Provinz Natal geschenkt.
In der Kirche befinden sich fünf Leuchter sowie ein von Dr. Butenberg gestiftetes Votivschiff, das von der Decke hängt. Das Kirchenfenster im Chor war im Zuge einer Renovierung im Jahre 1968 entfernt worden. In den Jahren 2001/2002 wurde wieder ein Fenster eingebaut, das von dem Londoner Künstler Graham Jones geschaffen wurde und Bezug auf die biblische Geschichte der Sturmstillung nimmt (Mt 8,23–27 ).
Zu den weiteren Ausstattungsgegenständen gehören ein Kelch und eine Patene, die von H. J. Brandis gefertigt wurden, sowie eine Dose und ein Kanne aus Neusilber.

## Orgel

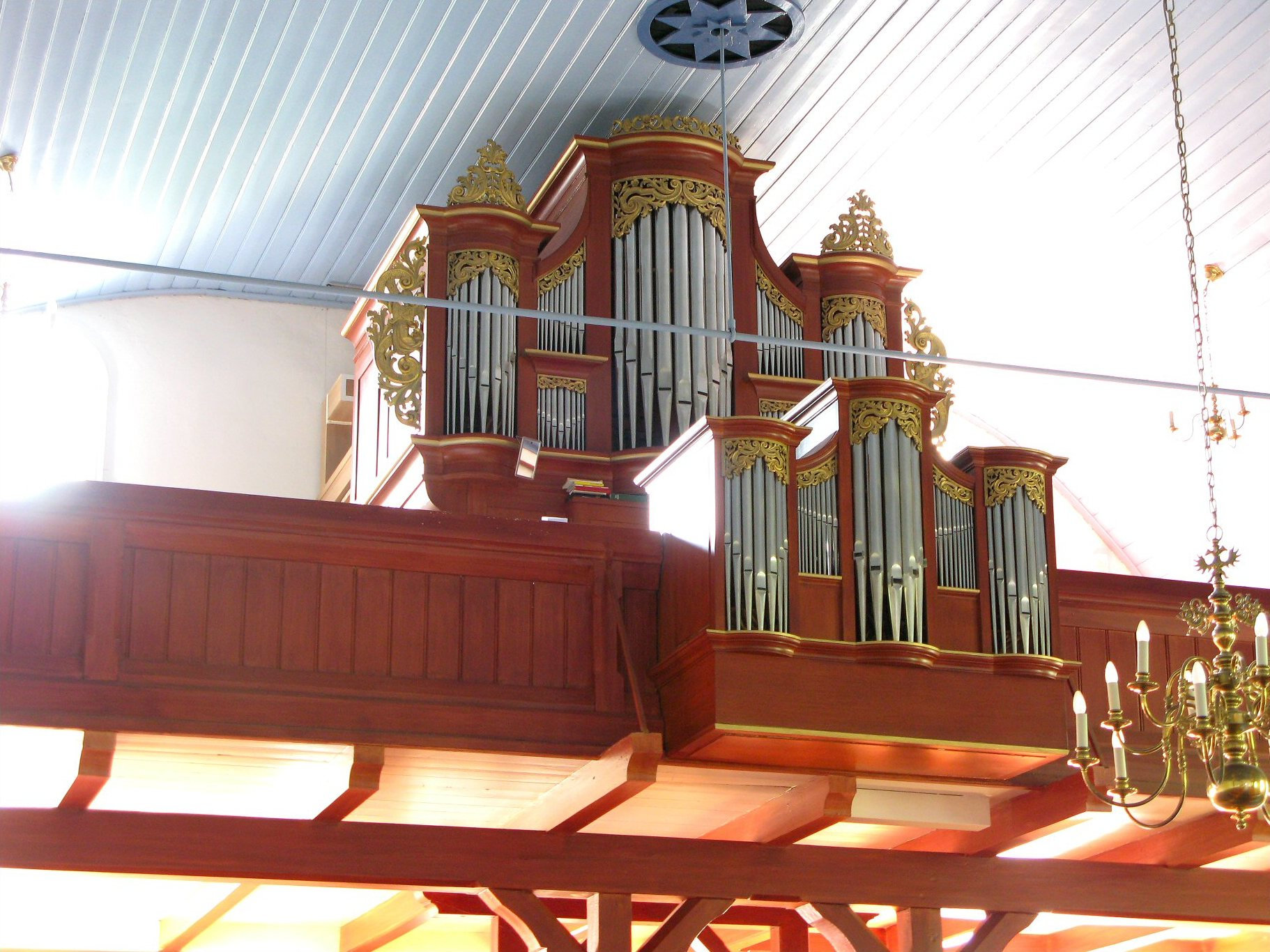
Prospekt mit Rückpositiv der Führer-Orgel

Zur Begleitung des Gemeindegesangs wurde 1894 auf der Westempore ein Harmonium der Estey Organ Company aufgestellt. Es wurde 1896 durch eine gebrauchte Orgel von Gerd Sieben Janssen ersetzt, das aus der Christus-Kirche in Hollen erworben wurde und zwischen 1840 und 1850 erbaut worden war. An seiner Stelle wurde am 1. Dezember 1957 ein Instrument aus der Werkstatt von Alfred Führer aus Wilhelmshaven aufgestellt. Von der Janssen-Orgel ist nur noch das Gehäuse des Hauptwerks erhalten; das Rückpositiv wurde neu hinzugefügt. In den Jahren 2003 bis 2004 erfolgte eine gründliche Instandsetzung durch Führer.